# Nokia 6710 Navigator
El Nokia 6710 Navigator es un teléfono móvil fabricado por Nokia, anunciado el 16 de febrero de 2009. Es el sucesor del Nokia 6210 Navigator. Fue lanzado en agosto de 2009. El Nokia 6710 Navigator es el cuarto dispositivo de la serie Navigator lanzado por Nokia. El Nokia 6710 Navigator incluye mapas de navegación precargados con una licencia de navegación gratuita de por vida.
Funciona con Symbian 9.3 con una interfaz S60 3.ª edición FP2.
A pesar de ser un Navigator, incluía muchas características de gama alta que normalmente se ven en otras series, como su cámara de 5 megapíxeles, cámara frontal, el conector jack de 3,5 mm y veloz procesador de 600 MHz.

## Especificaciones técnicas
- Sistema operativo Symbian v9.3 con plataforma S60, 3.ª edición, FP2.
- GSM / GPRS / EDGE cuatribanda: GSM/EDGE 850/900/1800/1900 MHz.
- Tribanda UMTS / HSDPA: W-CDMA. 900/1900/2100 MHz.
- HSDPA 10,2 Mbit/s.
- HSUPA 2,0 Mbit/s.
- Sistema GPS integrado.
- A-GPS.
- Brújula digital.
- 128 MB de RAM.
- Cámara de 5,0 megapíxeles, vídeo VGA 640 × 480.
- Cámara QVGA para videollamadas.
- Bluetooth 2.0 con EDR y A2DP.
- USB 2.0 (microUSB).
- microSD.
- Radio FM estéreo con soporte para RDS y radio visual.
- Capacidad de pulsar para hablar.
- Reproductor de música compatible con archivos MP3, AAC, AAC+, eAAC+, WMA, WAV, RealAudio 7, RealAudio 8, RealAudio 10, AMR y MIDI.
- Altavoz mono.